# Another Cinderella Story
Another Cinderella Story là bộ phim ca nhạc và hài kịch lãng mạn năm 2008, đạo diễn bởi Damon Santostefano, nhân vật chính Selena Gomez và Drew Seeley. Bộ phim phát hành trên DVD bởi Warner Premiere ngày 16 tháng 9 năm 2008 và ở Anh ngày 27 tháng 10 năm 2008. Nó là một phiên bản hiện đại của truyện cổ tích Lọ Lem và bộ phim năm 2004 A Cinderella Story, lặp lại nguyên gốc bối cảnh nhưng không có bất kì một nhân vật nào từ bộ phim gốc.
Phim được quay ở Vancouver, British Columbia, Canada suốt tháng 1 năm 2008,, đạt thứ hạng nhất trong danh sách phim truyền hình dựa trên sự bình chọn của người xem khi phát sóng trên kênh ABC Family vào 19/01/2009. Soundtrack đạt đến thứ 9 trên bảng xếp hạng Soundtrack của Billboard, với một đĩa đơn đạt vị trí 58 trên Billboard Hot 100.

## Nội dung
Bộ phim là phiên bản hiện đại của truyện cổ tích nàng Lọ Lem, với nhân vật chính Mary Santiago (Selena Gomez), một nữ sinh trung học với quyết tâm trở thành diễn viên múa đóng vai Lọ Lem; Dominique Blatt (Jane Lynch) đóng vai dì ghẻ; Britt (Emily Perkins) và Bree (Katharine Isabelle) là hai người em con riêng của mẹ ghẻ; Joey Parker (Drew Seeley) bấy giờ là một người nổi tiếng đã trở về trường học để tốt nghiệp (đồng thời tìm một người bạn gái, đó là Mary Santiago), đóng vai hoàng tử. Tại buổi khiêu vũ ở trường, Mary đã nhảy với Joey Parker một vũ điệu tuyệt vời làm cậu ta nhớ mãi. Khi chuông điểm gần 12 giờ, Mary mới nhớ ra phải về nhà hoàn tất việc nên đánh rơi máy nghe nhạc cầm tay (Zune). Joey đã nhặt được và quyết định đi tìm "Lọ Lem", như trong truyện cổ tích.

## Phân vai
| Nhân vật               | Vai              | Nhân vật dựa trên              |
| ---------------------- | ---------------- | ------------------------------ |
| Selena Gomez           | Mary Santiago    | Lọ Lem                         |
| Drew Seeley            | Joey Parker/J.P. | Chàng hoàng tử hào hoa         |
| Jane Lynch             | Dominique Blatt  | Mụ dì ghẻ độc ác               |
| Jessica Parker Kennedy | Tami             | Bà tiên                        |
| Emily Perkins          | Britt Blatt      | Người em con mẹ ghẻ xấu xa     |
| Katharine Isabelle     | Bree Blatt       | Người em gái con mẹ ghẻ xấu xa |
| Nicole LaPlaca         | Natalia Faroush  | (không có)                     |
| Marcus T. Paulk        | Dustin/The Funk  | Người công tước sang trọng     |

## Nhạc phim
Nhạc phim được phát hành bởi công ty Razor & Tie, đạt đến vị trí 116 trên Billboard 200 ngày 27 tháng 2 năm 2009. Nó cũng vươn tới vị trí số 8 trên bảng xếp hạng Soundtrack của Billboard.

#### Danh sách bài hát
| STT | Nhan đề                                  | Ca sĩ thu âm                 | Thời lượng |
| --- | ---------------------------------------- | ---------------------------- | ---------- |
| 1.  | "Tell Me Something I Don't Know"         | Selena Gomez                 | 3:21       |
| 2.  | "New Classic"                            | Drew Seeley và Selena Gomez  | 3:09       |
| 3.  | "Hurry Up & Save Me"                     | Tiffany Giardina             | 3:51       |
| 4.  | "Just That Girl"                         | Drew Seeley                  | 3:18       |
| 5.  | "Bang A Drum"                            | Selena Gomez                 | 3:13       |
| 6.  | "1st Class Girl"                         | Marcus Paulk, Drew Seeley    | 3:02       |
| 7.  | "Hold 4 You"                             | Jane Lynch                   | 2:31       |
| 8.  | "Valentine's Dance Tango"                | The Twins                    | 2:12       |
| 9.  | "No Average Angel"                       | Tiffany Giardina             | 2:58       |
| 10. | "Don't Be Shy"                           | Small Change, Lil' JJ, Chani | 4:04       |
| 11. | "X-Plain it to My Heart"                 | Drew Seeley                  | 1:15       |
| 12. | "New Classic (Live)"                     | Drew Seeley, Selena Gomez    | 5:31       |
| 13. | "Another Cinderella Story (Score Suite)" | John Paesano                 | 2:40       |
| 14. | "New Classic (phiên bản Acoustic)" (Ẩn)  | Drew Seeley                  | 2:12       |